# Pic de Serrère
Pic de Serrère (lub Pic de la Serrera) – szczyt górski w Pirenejach Wschodnich. Administracyjnie położony jest na trójstyku dwóch andorskich parafii Ordino i Encamp oraz francuskiego departamentu Ariège. Wznosi się na wysokość 2912 m n.p.m.
Na północ od Pic de Serrère usytuowany jest szczyt Pic de l’Estagnole (2567 m n.p.m.), na północny zachód Pic de la Coume de Seignac (2857 m n.p.m.), na południe Pic de la Cabaneta (2863 m n.p.m.) oraz Pic de l’Estanyó (2912 m n.p.m.), natomiast na północny zachód położony jest Pic du Sal (2743 m n.p.m.). Na południowy wschód od szczytu znajduje się jezioro Estany dels Meners de la Coma.